# AS Manu-Ura
AS Manu-Ura ist ein tahitischer Fußballverein aus der französisch-polynesischen Gemeinde Paea. Er spielt in der höchsten Spielklasse des Landes und gewann insgesamt fünf Titel. Seit seiner Gründung 1953 konnten zudem zweimal der nationale Pokal und ein Superpokal gewonnen werden. Seine stärksten Jahre hatte der Verein zwischen 2007 und 2009. In dieser Zeit gewannen sie dreimal hintereinander die tahitianische Liga und qualifizierten sich zweimal für die OFC Champions League. 2010 standen sie am Ende der regulären Saison wieder auf dem ersten Platz, erreichten aber in den Championship Play-offs nur den fünften Platz.

## Erfolge und Titel
| Tahitianische Meisterschaft (5)    | Tahitianische Meisterschaft (5) | Tahitianische Meisterschaft (5) | Tahitianische Meisterschaft (5) | Tahitianische Meisterschaft (5) |
| ---------------------------------- | ------------------------------- | ------------------------------- | ------------------------------- | ------------------------------- |
| 1996                               | 2004                            | 2007                            | 2008                            | 2009                            |
| Tahiti Cup (2)                     |                                 |                                 |                                 |                                 |
| 2003                               | 2005                            |                                 |                                 |                                 |
| Tahiti Coupe des Champions (1)     |                                 |                                 |                                 |                                 |
| 2008                               |                                 |                                 |                                 |                                 |
| Pacific French Territories Cup (2) |                                 |                                 |                                 |                                 |
| 1996                               | 2004                            |                                 |                                 |                                 |

- Französischer Pokal: drei Teilnahmen

2003/04, 2005/06, 2009/10

### Turnierbilanzen bei der OFC Champions League
| OFC Champions League | OFC Champions League | OFC Champions League | OFC Champions League | OFC Champions League | OFC Champions League | OFC Champions League | OFC Champions League | OFC Champions League | OFC Champions League |
| Jahr                 | Teilnahme bis        | Gespielt             | Gewonnen             | Unentschieden        | Verloren             | Tore                 | Gegentore            | Tordifferenz         | Punkte               |
| -------------------- | -------------------- | -------------------- | -------------------- | -------------------- | -------------------- | -------------------- | -------------------- | -------------------- | -------------------- |
| 2007/08              | Gruppenphase         | 4                    | 0                    | 1                    | 3                    | 2                    | 10                   | −8                   | 1                    |
| 2009/10              | Gruppenphase         | 6                    | 0                    | 1                    | 5                    | 3                    | 23                   | −20                  | 1                    |
| Total                | 2                    | 10                   | 0                    | 2                    | 8                    | 5                    | 33                   | -28                  | 2                    |